# Тавадзе, Касьян Павлович
Касьян Павлович Тавадзе (1907 год, село Натанеби, Озургетский уезд, Кутаисская губерния, Российская империя — неизвестно, село Натанеби, Махарадзевский район, Грузинская ССР) — бригадир колхоза имени Берия Махарадзевского района, Грузинская ССР. Герой Социалистического Труда (1951).

## Биография
Родился в 1907 году в крестьянской семье в селе Натанеби Озургетского уезда (сегодня — Озургетский муниципалитет). Окончил местную сельскую школу. С раннего возраста трудился в сельском хозяйстве. Во время коллективизации вступил в местный колхоз имени Берия (с 1953 года — колхоз имени Ленина) Махарадзевского района, председателем которого был Василий Виссаринович Джабуа. За ударный труд в годы Великой Отечественной войны был награждён медалями (в том числе боевой медалью «За оборону Кавказа») и по итогам работы в 1948 году — Орденом Ленина.
В 1950 году бригада под его руководством собрала в среднем с каждого гектара по 7377 килограмма сортового чайного листа с площади 8,9 гектаров. Указом Президиума Верховного Совета СССР от 23 июля 1951 года удостоен звания Героя Социалистического Труда за «получение в 1950 году высоких урожаев сортового зелёного чайного листа» с вручением ордена Ленина и золотой медали «Серп и Молот» (№ 6098).
Этим же Указом званием Героя Социалистического Труда были награждены труженики колхоза имени Берия, в том числе бригадиры Валерьян Алексеевич Бабилодзе, Дмитрий Несторович Баканидзе, Иван Кириллович Горгиладзе, Пармен Кириллович Тавадзе, Владимир Илларионович Центерадзе, Василий Геронтиевич Чавлейшвили, звеньевые Мария Евсихиевна Горгиладзе, Нина Владимировна Зоидзе, Тамара Самсоновна Центерадзе, колхозники Александра Теопиловна Болквадзе, Александра Самсоновна Гобронидзе.
После выхода на пенсию проживал в родном селе Натанеби Махарадзевского района. Дата смерти не установлена.
Награды
- Герой Социалистического Труда
- Орден Ленина — дважды (29.08.1949; 1951)
- Медаль «За трудовое отличие» (07.01.1944)
- Медаль «За оборону Кавказа» (01.05.1944)
- Медаль «За трудовую доблесть» (21.02.1948)